# 科拉尔梅莱
科拉尔梅莱（義大利語：Collarmele），是意大利阿奎拉省的一个市镇。总面积23.71平方公里，人口977人，人口密度41.2人/平方公里（2009年）。ISTAT代码为066038。